# Матаруге
Матаруге су били друштвена група, чији је родоначелник Матаруг дошао на простор Црне Горе током 13. вијека. За њих је у народу остало вјеровање да су били огранак Шпања.
Матаруге су сточарско племе и по народном сјећању били су сродници Шпања, те се због низа народних предања, по којима се шпањско име генерално користило за романске старосједиоце, мислило да су и Матаруге били племенски огранак Шпања. Први писани документи о Матаругама потичу из 14. вијека, а помињу се и у Турским списима од седме деценије 15. вијека па на даље. У тим списима забиљежена су имена Матаруга те њихова организација и односи са другим племенима.
По народном вјеровању, центар Матаруга био је стари Врм, мада их срећемо на ширем подручју Црне Горе и Херцеговине. Било их је по бројности „као на гори листа”, казује народно предање. Према расположивој архивској грађи Матаруге нису биле бројан род, упркос народним предањима о њиховој великој бројности. Привид о изузетној бројности, „као на гори листа”, настао је усљед њихове хомогености и њихове спремности за борбу. Поред сточарства и ратарства бавили су се и трговином соли, коју су караванским путевима с приморја преносили ка унутрашњости. Њихове групе, у почетку имале су војнички карактер, наоружани коњаници, обезбјеђивали су караванске путеве.
У турском дефтеру из 1477. године постојала је у Херцеговачком санџаку, у кадилуку Пријепољскоме, нахија по имену Матаруге, која се дијелила на три катуна.
Назив Матаруге први пут се помиње 1297. године, узгред при набрајању великашких породица из Епира као „Matarango”, што је био повод да се моћна албанска породица Матаранга из 13. вијека доведе у везу са племеном Матаруга.